# Evangelio de los ebionitas

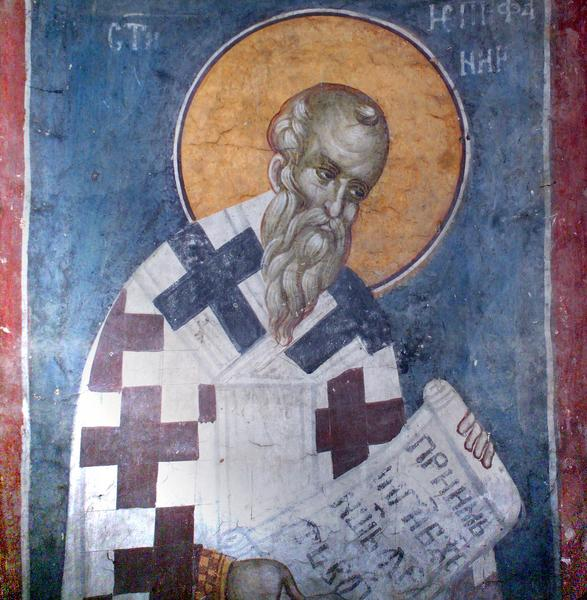
El libro Panarion, de Epifanio de Salamina, es la principal fuente de información sobre el Evangelio de los ebionitas.

El Evangelio de los ebionitas o Evangelio de los Doce es el nombre convencional dado por los estudiosos a un evangelio apócrifo existente solo como siete citas breves en una heresiología conocida como el Panarion, de Epifanio de Salamina; se identificó erróneamente como el evangelio «hebreo», creyendo que era una versión truncada y modificada del Evangelio de Mateo. Las citas fueron incorporadas en una polémica al señalar las inconsistencias en las creencias y prácticas de una secta cristiana judía conocida como los ebionitas en relación con la ortodoxia nicena.
Los fragmentos conservados se derivan de una armonía de los evangelios sinópticos, compuesta en griego con varias expansiones y compendios que reflejan la teología del escritor. Las características distintivas incluyen la ausencia del nacimiento virginal y de la genealogía de Jesús; una cristología adopcionista, en la que Jesús es elegido para ser el Hijo de Dios en el momento de su bautismo; la abolición de los sacrificios judíos por Jesús; y una advocación al vegetarianismo. Se cree que fue compuesto en algún momento durante la mitad del siglo II en o alrededor de la región al este del río Jordán. Aunque se dice que el evangelio era utilizado por los «ebionitas» durante el tiempo de la iglesia primitiva, la identidad del grupo o grupos que lo utilizaron sigue siendo una cuestión de conjeturas.
El evangelio de los ebionitas es uno de varios evangelios judeocristianos, junto con el evangelio de los hebreos y el evangelio de los nazarenos; todos sobrevivieron solamente como fragmentos en las citas de los Padres de la Iglesia. Debido a su estado fragmentario, las relaciones, en su caso, entre los evangelios judeocristianos y un hipotético Evangelio hebreo original son inciertas y han sido un tema de investigación académica intensiva. El evangelio ebionita ha sido reconocido como distinto de los demás, y se ha identificado más estrechamente con el perdido Evangelio de los Doce. No muestra dependencia del Evangelio de Juan y es de naturaleza similar a las palabras del Evangelio armonizadas sobre la base de los evangelios sinópticos utilizados por Justino Mártir, aunque una relación entre ellos, en su caso, es incierta. Hay una similitud entre el evangelio y un documento de origen que figura dentro de los Reconocimientos Clementinos (1,27-71), denominados convencionalmente por los estudiosos como las Ascensiones de Santiago, con respecto a la orden de abolir los sacrificios judíos.

## Trasfondo
Se cree que Epifanio tuvo en su posesión un evangelio que él atribuyó a los ebionitas cuando era obispo de Salamina, Chipre. Él es el único de los Padres de la Iglesia que identifica Chipre como una de las «raíces» de los ebionitas. El evangelio sobrevive solo en siete breves citas por Epifanio en el capítulo 30 de su heresiología, Panarion, o «Botiquín», (c. 377) como una polémica contra los ebionitas. Sus citas son frecuentemente contradictorias y se piensa que están basadas en parte en sus propias conjeturas. Las diversas, a veces conflictivas, fuentes de información se combinaron para señalar las inconsistencias en las creencias y prácticas ebionitas en relación con la ortodoxia nicena, posiblemente para servir, de manera indirecta, como una polémica contra los arrianos de su tiempo.
El término Evangelio de los ebionitas es una convención moderna; ningún documento que sobrevive de la iglesia primitiva menciona un evangelio con ese nombre. Epifanio identifica el evangelio solo como «en el Evangelio utilizado por ellos, llamado ‹según Mateo›» y «lo llaman ‹el [evangelio] hebreo›». Ya en 1689, el sacerdote francés Richard Simon denominó al texto «Evangelio de los ebionitas». El nombre es utilizado por los eruditos modernos como una manera conveniente para distinguir un texto del Evangelio que probablemente fue utilizado por los ebionitas de la creencia errónea de Epifanio, quien pensaba que se trataba de una versión hebrea del Evangelio de Mateo. Su lugar de origen es incierto; se especula que fue compuesto en la región este del Jordán, donde se dice que los ebionitas estuvieron presentes, de acuerdo con los registros de los Padres de la Iglesia. Se cree que fue compuesto durante la mitad del siglo II, ya varias otras armonías del Evangelio se sabe que son de este período.

## Composición
Según los estudiosos Oskar Skarsaune y Glenn Alan Koch, Epifanio incorpora extractos del texto del evangelio en una etapa tardía en la composición del Panarion 30, principalmente en los capítulos 13 y 14. Como lo describe Epifanio, «El Evangelio que se encuentra entre ellos (...) no es completo, pero si falsificado y distorsionado» (13.1–2). En particular, carecía de algunos o todos los dos primeros capítulos de Mateo, que contienen el relato de la infancia del nacimiento virginal de Jesús y la genealogía de David a través de Salomón, «Ellos han eliminado las genealogías de Mateo (...)» (14.2–3). Hay un acuerdo general sobre las siete citas de Epifanio de la edición crítica de «Evangelios judeocristianos», por Philipp Vielhauer y Georg Strecker, traducido por George Ogg, en New Testament Apocrypha de Schneemelcher. Las traducciones de Bernhard Pick (1908), con la secuencia de los cuatro fragmentos dispuestos en el orden de Vielhauer y Strecker desde el principio del evangelio son las siguientes:
Aconteció en los días de Herodes, rey de Judea, bajo el sumo sacerdote Caifás, que Juan vino y bautizó con bautismo de arrepentimiento en el río Jordán; de él se dice que es de la tribu de Aarón y un hijo de Zacarías, el sacerdote y de Isabel y todos fueron a él (13:6).
Y aconteció que cuando Juan bautizó, los fariseos se le acercaron y fueron bautizados, y toda Jerusalén también. Él tenía un vestido de pelo de camello, y tenía un cinto de cuero alrededor de sus lomos.
Y su carne era miel silvestre, que sabía a maná, formada como las tortas de aceite (13:4).
Después de que las personas fueron bautizadas, Jesús también vino y fue bautizado por Juan; y cuando Jesús entró al agua los cielos se abrieron y se vio al Espíritu Santo como una paloma que descendía y entraba en él. Y luego una voz del cielo dijo: «Tú eres mi amado Hijo, estoy muy complacido contigo. Este día te he engendrado». E inmediatamente brilló sobre el lugar una gran luz, que cuando Juan la vio se preguntó: «¿Quién es usted, Señor?». Y de nuevo una voz del cielo le respondió: «Éste es mi amado Hijo de quien estoy muy complacido». Y entonces Juan cayó a sus pies y dijo: «Le pido que usted; Señor, me bautice». Pero él lo previno diciendo: «Súfrelo, porque así incumbe todas las cosas que deben ser cumplidas» (13.7).
Había un cierto hombre llamado Jesús, con aproximadamente treinta años de edad, quien nos escogió. Y yendo hacia Cafarnaúm, entró en la casa de Simón, llamado Pedro; y al abrir su boca dijo: «Cuando pasé por el lago de Tiberias, escogí a Juan y a Jacobo (los hijos de Zebedeo), a Simón, Andrés, Felipe, Bartolomé, Jacobo, a Tadeo, Simón el Celote y Judas Iscariote; y a usted Mateo, como indica la costumbre, le he llamado para que me siga. Por consiguiente, contigo serán doce apóstoles para testimonio de Israel» (13.2b–3).

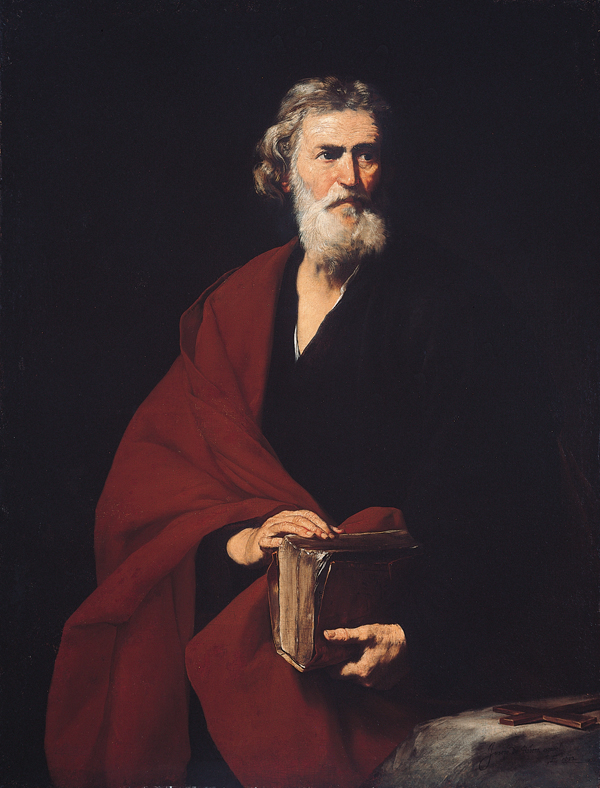
Mateo el Apóstol es representado como narrando directamente al lector en el evangelio ebionita, habiendo sido enviado por Jesús «para testimonio de Israel».

Las tres citas por Epifanio en Panarion 30.13.6, 4 y 7, respectivamente, forman la apertura de la narración evangélica, incluyendo la misión de Juan el Bautista, su apariencia y dieta, y el bautismo de Jesús por Juan. El comienzo del evangelio (13.6) tiene paralelismos con el Evangelio de Lucas, pero en forma abreviada. El texto muestra una familiaridad con el relato de la infancia de Lucas 1:5 a pesar de carecer de una narrativa del nacimiento propia. Citando el texto sobre la dieta de Juan (13.4), Epifanio denuncia que los ebionitas han falsificado el texto, sustituyendo la palabra «langosta» (akris, ἀκρίς, en Mateo 3:4) por «pastel» (egkris, ἐγκρίς). La similitud de las palabras en griego ha llevado a los estudiosos a concluir que el griego era la lengua original de la composición. En el relato del bautismo de Jesús por Juan (13.7), la voz de Dios habla tres veces, en estrecho paralelismo con los evangelios de Marcos 1:11, Lucas 3:23 (tipo textual occidental), y Mateo 3:17, respectivamente. La presencia de múltiples teofanías bautismales ha dado lugar a un consenso entre los estudiosos modernos que el texto citado por Epifanio es una armonía de los evangelios sinópticos. La aparición de una gran luz en el agua puede ser un eco de la conversión de Pablo o una armonización complementaria del Evangelio de los hebreos a este trabajo.
Epifanio comienza su descripción del texto evangélico (13.2b-3) con una cita que tiene la narración directamente al lector del apóstol Mateo. Jesús recuerda cómo fueron escogidos los doce apóstoles y aborda a Mateo en la segunda persona como «usted también Mateo». Aunque se mencionan a los doce apóstoles, solo ocho son nombrados. Se dice que fue elegido por Jesús, «para testimonio de Israel». La frase «quien nos escogió» ha sido interpretada como evidencia de que el texto puede ser el perdido Evangelio de los Doce mencionado por Orígenes. Sin embargo, se discute la identificación del texto evangélico citado por Epifanio con este evangelio, por lo demás, desconocido. La posición sobre esta cita fue asignada provisionalmente sobre la base de un paralelo con los evangelios sinópticos.
La quinta y sexta citas (siguiendo el orden de Vielhauer y Strecker) se asocian a una controversia cristológica. Las polémicas de Epifanio, junto con sus citas del texto evangélico (en cursiva) se muestran en paralelo:
Además niegan que él era un hombre, evidente en el terreno de la palabra que el Salvador dijo cuando se informó a él: «He aquí, tu madre y tus hermanos están afuera», a saber: «¿Quién es mi madre, y quiénes son mis hermanos? Y extendiendo su mano hacia sus discípulos, dijo: Estos son mis hermanos, madre y hermanas, que hacen la voluntad de mi Padre» (14.5).
Dicen que no fue engendrado de Dios Padre, sino creado como uno de los arcángeles [...] que gobierna sobre los ángeles y todas las criaturas de Dios; y que él vino y declaró su Evangelio, que se llama según los hebreos, que informa: «yo he venido para abolir los sacrificios, si así no dejan de sacrificar, la ira no cesará de ti» (16.4–5).
La quinta cita (14.5) parece ser una armonía de Mateo 12:47-48 y sus paralelos sinópticos. Sin embargo, la proclamación final de Jesús indica una relación cercana a 2 Clemente 9:11 que con cualquiera de los sinópticos. La unidad de esta cita con el texto del evangelio en el capítulo 13 ha sido cuestionada. El mandamiento para abolir los sacrificios en la sexta cita (16.5) no tiene paralelo en los evangelios canónicos, y sugiere una relación con Mateo 5:17 («No he venido a abolir la Ley») que hizo eco en la literatura clementina.
En referencia a un pasaje paralelo en Lucas 22:15, Epifanio se queja de que los ebionitas han falsificado de nuevo el texto del evangelio:
Destruyeron el orden verdadero y cambiaron el pasaje [...] han expuesto que los discípulos dijeron: «¿Dónde quieres que preparemos para que comas la Pascua?». A lo que respondió: «No tengo ningún deseo de comer la carne de este cordero pascual con vosotros» (22.4).
con lo que Jesús declara que él no comería carne durante la Pascua. El contexto inmediato sugiere la posible atribución de la cita a una fuente clementina; sin embargo, un vínculo entre los fragmentos del Evangelio y la literatura de Clemente sigue siendo incierto.

## Cristología

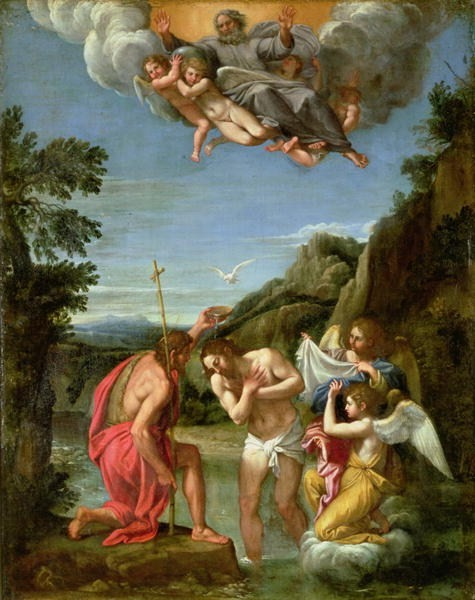
Jesús llegó a ser uno con Dios por adopción en su bautismo, según el Evangelio de los ebionitas, cumpliendo una proclamación del Salmo 2:7: «Tú eres mi hijo, hoy yo te he engendrado».

La escena del bautismo del texto evangélico (13.7) es una armonía de los evangelios sinópticos, pero en la que se dice que el Espíritu Santo desciende a Jesús en forma de paloma, y entra en él. Esta elección divina en el momento de su bautismo se conoce como una cristología adopcionista, y se destaca por la cita del Salmo 2:7, como se encuentra en el «texto occidental» de Lucas 3:22: «Tú eres mi hijo, hoy yo te he engendrado». El Espíritu entra en Jesús y la gran luz en el agua se cree que está basada en las profecías de Isaías 61:1 y 9:1, respectivamente. Su filiación adopcionista se caracteriza por la creencia de que Jesús era un mero hombre, que, en virtud de su justicia perfecta, estaba imbuido de la divinidad del Cristo eterno a través de su bautismo, a fin de llevar a cabo la tarea profética para la cual había sido elegido.
La ausencia de cualquier referencia a una filiación davídica en el texto evangélico sugiere que Jesús ha sido elegido para ser el profeta de los últimos tiempos: el Escogido, enviado para abolir los sacrificios judíos. La cristología profética del texto evangélico citado por Epifanio coincide más con la literatura clementina que con la cristología de los ebionitas conocidos por Ireneo. Según los estudiosos Richard Bauckham y Petri Luomanen, Jesús es entendido en este evangelio como habiendo venido a abolir los sacrificios en lugar de sustituirlos; por lo que es poco probable que contenía la misma institución de la Eucaristía como la practicada por cristianismo ortodoxo niceno. Sin embargo, los estudiosos aún no han alcanzado un consenso sobre el significado del sacrificio de la misión de Jesús como se muestra en el Evangelio ebionita.

## Vegetarianismo
El cambio en la redacción del texto del evangelio de «langosta» (akris) por «torta» (egkris) para la dieta de Juan el Bautista (13.4) se ha interpretado como una evidencia del vegetarianismo judío. Sin embargo, la asociación de la dieta de Juan el Bautista con el vegetarianismo ha sido cuestionada. Epifanio no da ninguna indicación de la preocupación por el vegetarianismo en esta parte del texto del Evangelio, y en su lugar puede ser una alusión al maná en el desierto de Éxodo 16:31 y Números 11:8, o, según el erudito Glenn Alan Koch, a 1 Reyes 19:6 donde Elías come pasteles en aceite.
Además se ha encontrado evidencia en la cita basada en Lucas 22:15 (22,4), donde el dicho ha sido modificado por la inserción de la palabra «carne» para proporcionar un fundamento para el vegetarianismo. El contexto inmediato de la cita sugiere que puede estar estrechamente relacionado con una fuente clementina, las Jornadas de Pedro. La lectura de la misma fuente, Epifanio afirma que los ebionitas se abstuvieron de «la carne con el alma en el mismo» (15.3), y atribuye esta enseñanza a interpolaciones ebionitas, «corrompiendo los contenidos y dejando algunos elementos genuinos». Debido a la estrecha relación de lo dicho con la literatura Clementina de los siglos III y IV, la práctica anterior del vegetarianismo por los ebionitas del siglo II conocidos por Ireneo ha sido cuestionada. El vegetarianismo estricto de los ebionitas conocido por Epifanio puede haber sido una reacción al cese de los sacrificios judíos y una salvaguardia contra el consumo de carne inmunda en un ambiente pagano.

## Relación con otros textos
Epifanio se refiere incorrectamente al evangelio en su poder como el Evangelio de Mateo y el evangelio «según los Hebreos», tal vez apoyándose en y confundiendo los escritos de los primeros Padres de la Iglesia, Ireneo y Eusebio, respectivamente. Su colega del siglo IV Jerónimo comenta que tanto los nazarenos y los ebionitas usaron el Evangelio de los Hebreos, que fue considerado como el Mateo original de muchos de ellos. El informe de Jerónimo es consistente con los registros previos de Ireneo y Eusebio.
La relación entre el Evangelio de los ebionitas, el Evangelio de los hebreos, y el Evangelio de los nazarenos no está clara. Todos los evangelios judeocristianos sobreviven solo como fragmentos en citas, por lo que es difícil saber si se trata de textos independientes o variaciones de un mismo corpus literario. El académico Albertus Klijn estableció el consenso moderno, concluyendo que la armonía del evangelio compuesta en griego parece ser un texto distintivo conocido solamente por Epifanio. El estudioso Marie-Émile Boismard ha afirmado que el evangelio ebionita depende en parte de un evangelio hebreo hipotético como fuente; sin embargo, esta conjetura sigue siendo un punto de vista minoritario. Su supuesta relación con el texto del evangelio conocido por Orígenes como el Evangelio de los Doce sigue siendo un tema de debate académico.
El evangelio ebionita es un ejemplo de un tipo de armonía del evangelio que utiliza el Evangelio de Mateo como un texto base, pero que no incluye el Evangelio de Juan; se cree que es anterior al Diatessaron de Taciano (c. 170), que incluye los cuatro evangelios canónicos. El evangelio tiene un paralelismo con una cita en una homilía de mediados del siglo II, conocida como 2 Clemente, lo que sugiere que ambos pueden ser dependientes de una tradición de armonización de una fuente de principios del siglo II. Las fuentes de los dichos evangélicos armonizados utilizados por Justino Mártir para componer su Primera Apología y el Diálogo con Trifón se basaron igualmente en los evangelios sinópticos. Según el erudito George Howard, la armonización era un método de composición ampliamente utilizado en el período patrístico temprano. Muchas de las variantes heterodoxas que se encuentran en el Evangelio de los ebionitas pueden haber sido adoptadas de un mayor número de variantes que se encontraban en circulación; un ejemplo es la aparición de una gran luz que brilló durante el bautismo de Jesús, que también se encuentra en el Diatessaron.
Los Reconocimientos de Clemente contienen un documento fuente (Rec. 1,27-71), convencionalmente denominado por los estudiosos como las Ascensiones de Jacobo, que se cree que son de origen judeocristiano. Las Ascensiones comparten una similitud con el Evangelio de los ebionitas con respecto al bautismo de los fariseos por Juan (Pan 30.13.4; Rec. 1.54.6-7), y el mandamiento de abolir los sacrificios judíos, agregando que son sustituidos por el bautismo con agua cristiano para la remisión de los pecados. Sobre la base de estas similitudes, los académicos Richard Bauckham y F. Stanley Jones han postulado una dependencia directa de las Ascensiones de Jacobo sobre el Evangelio de los ebionitas.

## Inferencias sobre los ebionitas
El evangelio que Epifanio atribuye a los ebionitas es una valiosa fuente de información que ofrece a los eruditos modernos conocimientos sobre las características distintivas de una ramificación desaparecida del cristianismo judío. Sin embargo, los estudiosos no están de acuerdo sobre si la información contenida dentro de los siete fragmentos conservados por Epifanio refleja fielmente las tradiciones de la secta ebionita del siglo II conocida por Ireneo, o si su sistema de creencias cambió, tal vez considerablemente, en un lapso de 200 años, frente a este grupo temprano. Sobre los ebionitas conocidos por Ireneo (primero mencionados en Contra las herejías 1.26.2, escrito alrededor de 185) y otros Padres de la Iglesia antes de Epifanio los describieron como una secta judía que consideraba a Jesús como el Mesías, pero no tan divino. Insistieron en la necesidad de seguir la ley y los ritos judíos y utilizaron solo el evangelio judeocristiano. Los ebionitas rechazaban las epístolas de Pablo de Tarso, a quien consideraban como un apóstata de la Ley.
En la polémica de Epifanio contra los ebionitas encontrada en Panarion 30, una imagen compleja surge de las creencias y prácticas de los ebionitas del siglo IV que no pueden separarse fácilmente por su método de combinar entre sí fuentes dispares. Mientras que estudiosos como Hans-Joachim Schoeps literalmente interpretan el registro de Epifanio como la descripción de un desarrollo sincrético posterior de ebionismo, más estudios recientes han encontrado que es difícil conciliar su informe con los de los Padres de la Iglesia anteriores, dando lugar a una conjetura por el erudito Petri Luomanen de la posible presencia de un segundo grupo de helenístico-samaritano de ebionitas. El rechazo de los sacrificios judíos y la implicación de una cristología de un profeta del tiempo del fin, debido a la falta de una narrativa del nacimiento, prestan apoyo a la asociación del Evangelio de los ebionitas con un grupo o grupos diferentes de los ebionitas conocidos por Ireneo.
La erudición en el área de estudios judeocristianos ha tendido a basarse en construcciones artificiales similares a las desarrolladas por los primeros heresiólogos cristianos, con el supuesto de que todas las creencias y prácticas de estos grupos se basaron en la teología. Esto ha llevado a la perpetuación de las definiciones ideológicas que no toman en cuenta la pluriformidad de estos grupos, lo que refleja las diferencias en la geografía, períodos de tiempo de la historia y el origen étnico. Con respecto a Epifanio y los ebionitas, en particular, se ha prestado suficiente atención a la naturaleza altamente especulativa de sus construcciones teológicas y su mezcla conjunta de diferentes fuentes, incluyendo el uso de una armonía del evangelio que puede haber tenido nada que ver con la secta ebionita conocida por Ireneo. Al final, se presenta un cuadro enigmático de los ebionitas y su lugar en la historia del cristianismo primitivo. Estos fragmentos del Evangelio ofrecen uno de los pocos atisbos de su mundo.

## Lectura adicional
- Broadhead, Edwin K. (2010). Jewish Ways of Following Jesus: Redrawing the Religious Map of Antiquity. Mohr Siebeck. ISBN 978-3-16-150304-7.
- Frey, Jörg (2012). «Die Fragmente des Ebionäerevangeliums».  En Markschies, Christoph; Schröter, Jens, eds. Antike christliche Apokryphen in deutscher Übersetzung: I. Band – Evangelien und Verwandtes (en alemán) (7 edición). Mohr Siebeck. pp. 607-22. ISBN 978-3-16-149951-7.
- Petersen, William Lawrence (1994). Tatian's Diatessaron: Its Creation, Dissemination, Significance, and History in Scholarship. Brill. ISBN 978-90-04-09469-7.

- Datos: Q1235316